# Komturzy labiawscy
Jest to jedyny  poświadczony komtur zakonu krzyżackiego sprawujący władzę w regionie Labiawy od powstania komturstwa do roku 1309
Komturzy labiawscy:
- Werner 1288